# Dictyosoom
Een dictyosoom is een celorganel dat deel uitmaakt van het Golgi-apparaat (een cytoplasmatische structuur).
Dictyosomen zijn gelegen in de buurt van het gladde endoplasmatisch reticulum (glad E.R.).
De term Golgi-apparaat wordt gebruikt om alle dictyosomen van de cel aan te duiden.

## Opbouw
Een dictyosoom bestaat uit een stapel langwerpige, afgeplatte, schijfvormige membraansystemen (vergelijkbaar met zakjes), de Golgi-cisternen, waarvan aan de randen blaasjes worden afgesnoerd, de Golgi-vesikels. (Deze blaasjes doen dienst als secretieblaasjes of als lysosomen). 
Men onderscheidt drie vormen:
- Evenwijdige afgeplatte, schijfvormige holtes met opgezwollen uiteinden: cisternen
- Bolvormige blaasjes in het cytoplasma, losgekomen van de randen van de cisternen: Golgi-vesikels
- Pakjes van blaasjes rond een centrale zone met vele kleine holtes

## Verliescompensatie
Verlies aan membraanmateriaal van het dictyosoom wordt vanuit het glad E.R. gecompenseerd door voortdurende toevoeging van nieuwe vesikels aan de cisternen van het dictyosoom. 
De Golgi-cisternen `groeien' weer aan dankzij kleine zogeheten microblaasjes of transportblaasjes, die zich van het glad E.R. afsnoeren en met een cisterne versmelten.
Het endoplasmatisch reticulum en de dictyosomen vormen dus één functionele eenheid.

## Functie
Het dictyosoom heeft een functie bij het produceren en opslaan van stoffen door de cel. De functie ervan is verschillend van celsoort tot celsoort, maar houdt toch verband met secretie, bijvoorbeeld slijm in de darmwand, pectine voor de celwand in plantencellen (bij wandvorming tussen dochtercellen), proteïnen bij de opbouw van gesels en wimpers (nabijheid van basaallichaampjes van flagellen).